# Kosovska Mitrovica
Kosovska Mitrovica (in albanese Mitrovicë; in serbo Косовска Митровица?, Kosovska Mitrovica, 71601 ab.) è una città del Kosovo, capoluogo dell'omonimo distretto e uno dei principali centri del territorio.
Viene considerato il "capoluogo" del Kosovo del Nord. La parte nord a maggioranza serba costituisce dal 2013 un comune a sé stante ed è sede di tutte le istituzioni serbe nel Kosovo che sono riconosciute dal governo di Belgrado ma non riconosciute dal governo kosovaro. 
Due anni dopo la morte del maresciallo Tito, nel 1982, assunse il nome di Titova Mitrovica (letteralmente Mitrovica di Tito), ma tornò al nome originario nel 1991.

## Storia

### Storia antica
La località, posta in una posizione strategicamente favorevole, alla confluenza di due fiumi, vide i primi insediamenti già nella preistoria. Nell'antichità la zona fu abitata da popolazioni di stirpe illirica, quali, ad esempio, i Dardani. Da scavi in e intorno a Mitrovica sono state ritrovate una necropoli illirica e molte statue di quel periodo. È stato accertato che l'economia dei Dardani era impostata sull'agricoltura e sull'allevamento di bestiame. Dal I secolo la zona appartenne all'Impero romano e successivamente a quello bizantino.

### Medioevo
Il pressappoco costante dominio secolare bizantino sull'attuale Mitrovica fu interrotto nel trentennio che va dall'897 al 927 dal dominio bulgaro di Simeone I il Grande. Dal 1185 il territorio appartenne al regno serbo dei Nemanidi, che si espandeva continuamente verso sud.
Mitrovica era innanzitutto un insediamento locale della Rascia, che nel XIV secolo, durante il rifiorire economico dei Serbi, si espanse in una città. La località prese il nome da una delle chiese dedicate a San Demetrio, attorno alla quale si estese l'insediamento. Nel 1455, in un documento dell'Impero ottomano la località viene citata con il nome Dimitrovce.
A metà del XV secolo la città cadde sotto il dominio ottomano e vi rimase fino alla prima guerra balcanica (1912–1913).

### Età moderna

Stazione ferroviaria di Mitrovica, 1894

Tra il 1873 e il 1874 Mitrovica ebbe il suo collegamento ferroviario. Il suo sbocco fu costruito dalle Ferrovie Orientali, dirette dal barone Maurice de Hirsch, verso la città di Salonicco, attraverso un tratto ancora sotto il dominio turco. 
Un ulteriore impulso allo sviluppo venne dalla scoperta di giacimenti di minerale di piombo, per la cui estrazione furono scavate numerose miniere.
Quando Serbia e Montenegro ottennero la loro indipendenza con il Congresso di Berlino del 1884, Mitrovica rimase nel sangiaccato di Novi Pazar, che stava ancora sotto la signoria e amministrazione ottomane, ma che fu occupato in ottemperanza agli accordi, dalle truppe austro-ungariche. Dopo la prima guerra balcanica passò nel 1913 al Regno di Serbia, che il 29 ottobre del 1918 si realizzò nel Regno dei Serbi, Croati e Sloveni e che nel 1929 prese il nome di Regno di Jugoslavia. Dal 1941 il territorio fu occupato dalle truppe della Wehrmacht fino all'autunno del 1944, quando furono cacciate dall'Offensiva dell'Armata Rossa.
Nel 1981 la città contava 105.000 abitanti, di cui 66.500 albanesi e 20.000 tra serbi e Montenegrini.
Nel 1982 la città prese il nome di Titova Mitrovica, dal nome del da poco defunto Maresciallo Tito, fino al 1991, quando riprese l'attuale nome.

### Divisione dopo il 1999
Dopo la guerra del Kosovo, nel 1999, la città fu divisa in due parti: la parte meridionale, abitata quasi totalmente da popolazione di origine albanese (circa 60.000 abitanti), e la parte settentrionale, con prevalenza di popolazione serba (ca. 13.000 abitanti). Le due parti della città sono collegate fra loro da due ponti stradali e una passerella, sul fiume Ibar. La città, come molte altre del Kosovo, è sorvegliata dalle truppe NATO della Kosovo Force (KFOR). In particolare, dall'anno 2012, è sorvegliata giornalmente, 24 ore su 24, dai Carabinieri della Multinational Specialized Unit.

## Geografia

### Geografia fisica
La città si trova sulla falda occidentale del monte Kopaonik, nella zona collinare all'inizio della piana dei Merli. Essa è infatti circondata da colline alte circa 700 metri s.l.m. tranne che dal lato sud-est, ove si apre alla piana dei Merli. 
La città è divisa in due dal fiume Ibar, nel quale confluisce il fiume Sitnica.

### Geografia antropica
La parte a nord dell'Ibar è abitata in grandissima parte da serbi (oltre 20 000), con sparute minoranze di rom e di altre etnie.
A sud abitano solo albanesi (ca. 80 000). La doppia indicazione delle località e/o distretti si spiega in questo modo: la prima è la dizione serba, la seconda albanese. Un'altra differenza è che le scritte serbe sono in caratteri cirillici, quelle albanesi in caratteri latini. La convivenza fra le due comunità è estremamente problematica e fonte di continue tensioni.

## Amministrazione

### Suddivisioni amministrative
La municipalità è costituita dai seguenti villaggi:
Bajgora, Bare, Bataire, Braboniç, Vaganicë, kqiq i madh, Vidomirić, Vidishiq, Vlahinje, Vrbnica, Gornje Vinarce, Gornje Žabare, Gornje Rašane, Gornji Suvi Do, Gušavac, Dedinje, Donje Vinarce, Donje Žabare, Donje Rašane, Donji Suvi Do, Zabrđe, Zasela, Zijača, Kačandol, Kovačica, Kopriva, Kosovska Mitrovica, Košutovo, Kutlovac, Lisica, Ljušta, Mađare, Mažić, Malo Kičiće, Meljenica, Ovčare, Orahovo, Pirče, Prvi Tunel, Reka, Ržana, Svinjare, Seljance, Stari Trg, Stari Trg(selo), Strana, Trstena, Šipolje e Šupkovac.

### Gemellaggi
- Coriza

## Società

### Evoluzione demografica
Mitrovica sud
| Composizione etnica |          |   |       |   |        |   |          |   |      |   |         |   |          |   |        |   |        |
| Anno/Etnia          | Albanesi | % | Serbi | % | Turchi | % | Bosniaci | % | Roma | % | Ashkali | % | Egiziani | % | Gorani | % | Totale |
| 2011                | 69 497   |   | 17    |   | 522    |   | 416      |   | 528  |   | 697     |   | 6        |   | 25     |   | 71 909 |